# Colorado Mammoth
O Colorado Mammoth é um clube profissional de box lacrosse, sediado em Denver, Colorado, Estados Unidos. O clube disputa a National Lacrosse League e joga na Ball Arena.

## História
A franquia foi fundada em 2003, para disputar Major League Lacrosse.